# جبهة تحرير سوريا
جبهة تحرير سوريا هي جماعة معارِضة سورية تم تشكيلها بوصفها عملية دمج لأحرار الشام وحركة نور الدين الزنكي مجموعتان من الجماعات الإسلامية السنية  وأكبر مجموعتين من المعارضة في شمال غرب سوريا خلف منافستهما الرئيسية، وهي هيئة تحرير الشام. دعت جبهة تحرير سوريا في بيان تشكيلها المؤرخ 18 فبراير 2018، جماعات المعارضة الأخرى إلى الانضمام إليها، وذكرت أنها تشكلت نتيجة لمبادرة اتخذها المجلس الإسلامي السوري.